# Yeghegnavan
Yeghegnavan är en ort i Armenien.   Den ligger i provinsen Ararat, i den centrala delen av landet, 40 kilometer söder om huvudstaden Jerevan. Yeghegnavan ligger 825 meter över havet och antalet invånare är 1 221.
Terrängen runt Yeghegnavan är platt. Närmaste större samhälle är Ararat, 6,8 kilometer öster om Yeghegnavan.
Trakten runt Yeghegnavan består i huvudsak av gräsmarker. Runt Yeghegnavan är det ganska glesbefolkat, med 40 invånare per kvadratkilometer.